# 9865 Akiraohta
A 9865 Akiraohta (ideiglenes jelöléssel 1991 TP1) a Naprendszer kisbolygóövében található aszteroida. Szuzuki Kenzó és  Urata Takesi fedezte fel 1991. október 3-án.